# FA Charity Shield 1998.
FA Charity Shield 1998. bilo je 76. izdanje engleskoga nogometnog Superkupa, tradicionalne uvertire u sezonu koju igraju prvak Premier lige i osvajač FA kupa. Ukupno 76. Superkup po redu odigran je 9. kolovoza 1998. na starom Wembleyju pred 67,342 gledatelja, a sučelili su se Arsenal (osvajač lige i kupa) i Manchester United (drugoplasirani u prvenstvu). Arsenal je pobijedio 3:0. 
Bio je to 18. nastup Uniteda u Superkupu i 14. Arsenalov. United je bolje otvorio utakmicu, no Marc Overmars u 34. minuti zabija za Arsenalovo vodstvo. U drugom poluvremenu, Nicolas Anelka asistira Christopheru Wrehu za drugi gol. U 72. minuti, Anelka i sam postiže pogodak zaobišavši Jaapa Stama u kaznenom prostoru i zabivši pored vratara Schmeichela.
United je izgubio dvoboj Superkupa prvi put nakon 1985., odnosno poslije pet uzastopnih uspješnih nastupa. Kasnije u sezoni 1998./99., United je pobijedio Arsenal u uzvratnoj utakmici poluzavršnice FA kupa na putu do osvajanja toga trofeja, osvojio ligu s bodom prednosti ispred iste momčadi i osvojio Ligu prvaka pobjedom nad münchenskim Bayernom, postavši tako prvi engleski i drugi britanski klub s najprestižnijom trostrukom krunom (Trebleom), nadmašivši time upravo Arsenalov prošlosezonski Double (dvostruku domaću titulu).  

## Uvertira
Charity Shield, danas znan kao Community Shield, održava se jednom godišnje od 1908., iako prvak i osvajač kupa nisu igrali baš svake godine. Međutim, od 1974. nema izuzetaka, osim kada momčad osvoji i ligu i kup pa igra protiv drugoplasiranog ligaškog sastava. Od 1959. godine, Superkup se igra prije početka prvenstva. Bio je ovo 25. uzastopni dvoboj Superkupa na starom Wembleyju i jedini put da je financijska tvrtka AXA sponzorirala utakmicu, stoga je službeni naziv utakmice The AXA FA Charity Shield.
Arsenal je svoje pravo nastupa izborio osvajanjem Premier lige u sezoni 1997./98. nakon što su nadoknadili 12 bodova zaostatka upravo za Unitedom. Ligaškoj tituli pridodali su FA kup pobijedivši Newcastle 2:0, osiguravši time nastup drugoplasiranom Manchester Unitedu u Superkupu.
Arsenal i Manchester United posljednji put prije ove utakmice igrali su na Old Traffordu 14. ožujka 1998. — jednu od ključnih utakmica prvenstva prelomio je Marc Overmars jedinim pogotkom. Arsenal je te sezone jedini pobijedio United kod kuće i u gostima u prvenstvu slavivši prije toga 3:2 na Highburyju. Trener Arsenala, Arsène Wenger, najavio je utakmicu Superkupa kao jedinu priliku da se njegovi prvotimci ogledaju protiv prvoklasnog protivnika prije početka prvenstva. Unitedov trener, Alex Ferguson, bio je nešto više usredotočen na zadnje pretkolo Lige prvaka protiv poljskog prvaka ŁKS Łódź. Očekivao je podizanje forme svoje momčadi kroz zahtjevan predsezonski ogled protiv Arsenala.

## Utakmica

### Postave
Kod Arsenala, novopridošli desni bek Vivas nije ni ušao s klupe, dok su napad činili Bergkamp i Anelka. S druge strane, Unitedov krilni napadač Jesper Blomqvist bio je izvan sastava zbog ozljede zgloba, ali zato je Roy Keane nastupio prvi put nakon 11 mjeseci i teške ozljede ligamenata koljena. Stoperski par činili su Ronny Johnsen i debitant Jaap Stam.
Arsenal je nastupio u tradicionalnoj formaciji 4–4–2: četiri braniča u liniji (dva središnja i dva bočna), četiri vezna igrača u liniji (također dva središnja i dva krilna) te dva središnja napadača. Manchester United postavio se samo malo drugačije, u 4–4–1–1: Paul Scholes bio je spona između četvorke u veznom redu i Andyja Colea, jedinog čistog napadača. 

### Sažetak
Po veoma vrućem danu (30 °C), United je otvorio prijetnjama kroz sredinu pošto su Arsenalovi francuski „veznjaci”, Petit i Vieira, igrali kao da su se tek upoznali, a ne upravo zajedno osvojili svjetsko prvenstvo u vlastitoj domovini. Prvu priliku stvorio je David Beckham, desni vezni Uniteda kojemu je publika zviždala tijekom skoro svakog dodira lopte zbog ispadanja s netom završenog SP-a, dodavanjem Scholesu, no vratar David Seaman brani. Jedanaest minuta prije kraja prvoga poluvremena, Vieira dodaje na desni kut kaznenoga prostora, a Bergkamp petom šalje Anelki koji gubi loptu. Međutim, Anelka uspijeva spriječiti Johnsenov pokušaj čišćenja pa lopta dolazi do Overmarsa koji desnom nogom iz prve pogađa lijeve Schmeichelove rašlje. Do kraja poluvremena, Roy Keane pokušava s 25 metara, ali Seaman opet brani.
U 57. minuti, Overmars prolazi Garyja Nevillea po boku i dodaje do Anelke, on prosljeđuje potpuno neometanom Liberijcu Wrehu, a ovaj tek iz drugog pokušaja svladava Schmeichela te potom akrobatski slavi jedan od svojih malobrojnih pogodaka u dresu „Topnika”. Manchester United nastavlja s napadima; Ryan Giggs poslao je opasan udarac iz kuta kojeg Arsenalov stoper Keown gotovo šalje u vlastitu mrežu. Posljednjih dvadeset minuta utakmice odigrale su i brojne zamjene pošto je svaki trener imao pravo zamijeniti šest igrača. Utakmicu je neizvjesnosti lišio Anelka koji ovaj put zaobilazi Stama i prepredeno, unatoč skromnome kutu, zabija u bližu vratarevu stranu. Teddy Sheringham promašio je sjajnu kasnu priliku za počasni pogodak Uniteda. Sve u svemu, previše obrambenih pogrešaka Manchestera i veoma okomiti, brzi, uspješni protuudari Arsenala.

### Potankosti
| 9. kolovoza 1998. 13:00               |           |                   |                                                            |
| Arsenal                               | 3 : 0     | Manchester United | Wembley (stari) Broj gledatelja: 67,342 Sudac: Graham Poll |
| Overmars 34.', Wreh 57.', Anelka 72.' | Izvještaj |                   | Wembley (stari) Broj gledatelja: 67,342 Sudac: Graham Poll |

| Arsenal | Manchester United |

| GK            | 1  | David Seaman     |      |      |
| RB            | 2  | Lee Dixon        | 81.' |      |
| CB            | 6  | Tony Adams       |      | 80.' |
| CB            | 14 | Martin Keown     | 22.' |      |
| LB            | 3  | Nigel Winterburn |      |      |
| RM            | 15 | Ray Parlour      |      |      |
| CM            | 17 | Emmanuel Petit   |      | 73.' |
| CM            | 4  | Patrick Vieira   |      | 84.' |
| LM            | 11 | Marc Overmars    |      | 67.' |
| CF            | 9  | Nicolas Anelka   |      |      |
| CF            | 10 | Dennis Bergkamp  |      | 46.' |
| Substitutes:  |    |                  |      |      |
| GK            | 13 | Alex Manninger   |      |      |
| DF            | 5  | Steve Bould      |      | 80.' |
| DF            | 7  | Nelson Vivas     |      |      |
| MF            | 16 | Stephen Hughes   |      | 67.' |
| MF            | 18 | Gilles Grimandi  |      | 84.' |
| MF            | 21 | Luís Boa Morte   |      | 73.' |
| FW            | 12 | Christopher Wreh |      | 46.' |
| Trener:       |    |                  |      |      |
| Arsène Wenger |    |                  |      |      |

| GK            | 1  | Peter Schmeichel    |      |      |
| RB            | 2  | Gary Neville        | 3.'  |      |
| CB            | 5  | Ronny Johnsen       |      |      |
| CB            | 6  | Jaap Stam           |      |      |
| LB            | 3  | Denis Irwin         | 26.' |      |
| RM            | 7  | David Beckham       |      |      |
| CM            | 8  | Nicky Butt          |      | 53.' |
| CM            | 16 | Roy Keane           |      | 76.' |
| LM            | 11 | Ryan Giggs          |      | 70.' |
| CF            | 18 | Paul Scholes        |      | 70.' |
| CF            | 9  | Andy Cole           |      | 70.' |
| Substitutes:  |    |                     |      |      |
| GK            | 31 | Nick Culkin         |      |      |
| DF            | 4  | David May           |      |      |
| DF            | 12 | Phil Neville        | 79.' | 70.' |
| DF            | 21 | Henning Berg        |      | 76.' |
| MF            | 25 | Jordi Cruyff        |      | 70.' |
| FW            | 10 | Teddy Sheringham    |      | 70.' |
| FW            | 20 | Ole Gunnar Solskjær |      | 53.' |
| Trener:       |    |                     |      |      |
| Alex Ferguson |    |                     |      |      |

| Igrač utakmice - Marc Overmars (Arsenal) Pomoćni suci - Linijski suci: - Dave Morrall - Peter Walton - Četvrti sudac: Neale Barry | Pravila utakmice - 90 minuta. - Raspucavanje kaznenih udaraca ako je utakmica neriješena, bez produžetaka. - Najviše sedam prijavljenih zamjena u zapisniku. - Najviše šest obavljenih zamjena. |

### Statistika
| Kategorija           | Arsenal | Manchester United |
| -------------------- | ------- | ----------------- |
| Golovi               | 3       | 0                 |
| Posjed lopte         | 55%     | 45%               |
| Udarci unutar okvira | 7       | 2                 |
| Udarci van okvira    | 1       | 3                 |
| Udarci iz kuta       | 2       | 11                |
| Zaleđa               | 3       | 5                 |
| Žuti kartoni         | 2       | 3                 |
| Crveni kartoni       | 0       | 0                 |
| Izvor                |         |                   |

## Nakon utakmice
Bijaše ovo Arsenalov 9. uspjeh u Superkupu, dok United nije uspio osvojiti 15. titulu u tome natjecanju. Wenger je tri pogotka razlike opisao iznenađujućim te istaknuo vrijednost prvoga pogotka s obzirom na sparinu. Zadovoljila ga je tjelesna sprema njegovih igrača koji su mahom sudjelovali na netom završenom Svjetskom prvenstvu u Francuskoj. Smatrao je kako će se njegovi „Topnici” napuniti samopouzdanjem za sezonu pred njima. Napadač Bergkamp procijenio je da Arsenal ima lijepu priliku obraniti prošlosezonski naslov prvaka: „I dalje nas krasi isti mentalitet što će nam biti podloga za ovogodišnji napad na prvo mjesto. Ovo je dobar početak. Teže je obraniti titulu.”
Ferguson je priznao da je bolja momčad pobijedila i složio se s kolegom oko važnosti prvoga pogotka. Obradovao ga je solidan nastup kapetana Roya Keanea nakon 11 mjeseci izbivanja. Čvrsto je vjerovao da će za tri dana njegovi igrači nadmašiti poljske prvake ŁKS Łódź u borbi za Ligu prvaka. Vratar Schmeichel ocijenio je nadolazeći dvoboj posljednjeg pretkola najvećeg klupskog nogometnog natjecanja važnijim od dvoboja Superkupa kojeg je smatrao pripremnim ogledom. Što se tiče prvenstva, trener Ferguson rekao je: „Vjerojatno biste [uz nas] mogli istaknuti još tri favorita za osvajanje naslova, no Arsenal će [nam] biti najveća prijetnja.”
Zaista, United je pobijedio Łódź 2:0 na domaćem Old Traffordu i tu prednost obranio za dva tjedna utakmicom bez pogodaka u Poljskoj. U petom kolu Premier lige, Arsenal je na svom Highburyju ponovno nadigrao Manchester rezultatom 3:0, a United je prekinuo poduži niz poraza protiv branitelja naslova remijem 1:1 na svom terenu. U posljednje kolo United ulazi s bodom prednosti baš ispred Arsenala i osvaja titulu domaćom pobjedom nad Tottenhamom od 2:1. U FA kupu te sezone, United i Arsenal susreli su se u poluzavršnici. Prvi dvoboj završio je bez pogodaka, a triler ponovljene utakmice riješio je Ryan Giggs kultnim solo-prodorom u 109. minuti. Arsenalu je u 72. minuti, pri rezultatu 1:1, opravdano poništen pogodak, u 74. minuti Roy Keane biva isključen zbog drugog žutog kartona, a na samom isteku regularnog dijela Schmeichel brani Bergkampov kazneni udarac. Manchester United potom osvaja FA kup pobijedivši Newcastle 2:0. Arsenal je ispao iz skupine Lige prvaka, dok je Manchester United u još jednoj kultnoj utakmici, u sudačkoj nadoknadi vremena, dvama pogodcima preokrenuo rano vodstvo Bayerna i time osigurao prvu englesku i drugu britansku trostruku krunu.